# Debrecen (Szerbia)
Debrecen (szerbül Дебрц / Debrc) falu Szerbiában.

## Fekvése
Szabácstól 25 km-re délkeletre, a Száva jobb partján, a folyó nagy kanyarulatában fekszik. Közigazgatásilag Vladimircihez tartozik.

## Története
1282 és 1316 között Dragutin István szerb fejedelem székhelye. Várát 1392-ben említik a Macsói bánsághoz tartozó Dettos földje kerület részeként Garai Miklósé és Jánosé volt. Később a vár már nem szerepel, valószínűleg hamarosan elpusztult. 
Ma csak romjai találhatók a Száva jobb partján.